# Дарий III
Дарий III Кодоман (на персийски Дараявауш) е последният персийски владетел от рода на Ахеменидите. Окончателно губи властта си при битката близо до днешното иракско селце Гавгамела (от персийски „оборът на камилата“), чието име му е дадено след катастрофалния поход на основателя на Персийската империя Кир II (на персийски Куруш).

## Възкачване на престола
След като амбициозният евнух Багоаз убива персийския владетел Артаксеркс III през 338 г. пр.н.е. и сина му Арсес през 336 г. пр.н.е., той решава да възкачи на престола нов владетел, когото да може лесно да контролира. Евнухът избира Артасат (перс. Artašata), наречен с прозвището Кодоман (перс. Codomannus, „войнствен“), който е далечен роднина на царското семейство и изпълнява службата на царски пратеник. Кодоман приема името Дарий III и веднага демонстрира независимост от покровителя си. Тогава Багоаз прави опит да го отрови, но предварително предупреден Дарий го принуждава сам да изпие отровата. Така Дарий III се озовава начело на нестабилна империя.

## Управление
През 336 г. пр.н.е. Филип II, цар на Древна Македония, организира възмездителна война срещу персите, предизвикана заради унищожаването и изгарянето на атинските храмове по време на Втората персийска война. След като неговите стратези завладяват гръцките градове в Азия около Троя, Филип II е убит и с това е прекратена войната срещу Персийската империя.
През 335 пр.н.е. избухват въстания в Египет и Вавилония, които персите потушават.
През пролетта на 334 пр.н.е. синът на Филип II Александър Македонски застава начело на смесени македонски и гръцки войски, преминава Хелеспонта, дебаркира в Северозападна Мала Азия и побеждава персийската войска в битката при Граник. До края на същата година по-голямата част от Мала Азия става македонско владение, тъй като гръцките градове по крайбрежието и много от сатрапите се предават на напредващите победители.
През 333 г. пр.н.е. Дарий III е във Вавилон, където наново сформира войска, за да се бие срещу Александър Велики. През ноември 333 г. пр.н.е. Дарий III бива победен в битката при Иса в Сирия и принуден да бяга. Александър Велики пленява войската и семейството му. Последствията от тази битка са фатални за Персийската империя – Александър завоюва цялото Източно Средиземноморие и Египет.
През 332 г. пр.н.е. Дарий събира още една голяма войска, изчаквайки противника да настъпи към Месопотамия. След още едно грандиозно поражение, битката при Гавгамела на 1 октомври 331 г. пр.н.е., Дарий търси спасение в Мидия. През същата година зетят на Дарий умира в плен. Докато Александър Велики превзема Вавилон и персийската столица Персеполис, Дарий е детрониран от сатрапа Бес и е умъртвен по негова заповед през 330 пр.н.е.
Александър заповядва да се направи великолепно погребение на Дарий III и се жени за дъщеря му Статира скоро след това, през 324 пр.н.е.